# Vittneslitteratur
Vittneslitteratur kallas en genre av litteratur där författaren själv varit vittne till någon traumatisk eller ovanlig upplevelse, exempelvis vistelse i koncentrationsläger.
Termen myntades på 1970-talet av Elie Wiesel..